# Adivine su vida
Adivine su vida fue un concurso de televisión, emitido por TVE en la temporada 1960-1961.

## Mecánica
Versión española del concurso estadounidense What's My Line?, emitido por la cadena CBS entre 1950 y 1975, los concursantes, con los ojos vendados, debían adivinar la profesión de un personaje a través de las 18 preguntas que le formulaban y a las que solo podía responder con un simple sí o no. En caso de no acertar, se realizaba una llamada a un telespectador, que previamente hubiera escrito solicitando su participación, para que tuviera opción a adivinar el enigma. Su premio consistía en 18.000 pesetas.

## Equipo
El programa, patrocinado por la marca Nescafé, contó con los guiones y la producción de Federico Gallo. La presentación corrió a cargo de Estanis González, siendo el moderador Juan Felipe Vila San Juan. Entre el equipo de colaboradores se incluyen Luis Miravitlles, Manuel del Arco y José María García Gastón.